# Il libro degli spiriti
Il libro degli spiriti (Le Livre des Esprits) è il primo libro sullo spiritismo pubblicato dal pedagogista francese Denizard Rivail, il 18 aprile 1857, sotto lo pseudonimo Allan Kardec. L'opera è ritenuta il testo-chiave della corrente filosofica e spirituale sistematizzata da Kardec sui fenomeni medianici.
Si struttura in 1.019 domande e risposte, come una trascrizione di dialoghi stabiliti tra Kardec e svariati spiriti. Questo metodo pedagogico di organizzare il contenuto è un riflesso della lunga esperienza educativa di Rivail.
Fu seguito dal Libro dei medium.